# Archibald Douglas (1. baron Douglas)
Archibald James Edward Stewart-Douglas (ur. 10 lipca 1748 w Paryżu, zm. 26 grudnia 1827 w Bothwell Castle) – brytyjski arystokrata, syn Johna Stewarta, 3. baroneta i lady Jane Douglas, córki 2. markiza Douglas. Miał brata bliźniaka, Thomasa, który zmarł w 1753 r.
Na chrzcie otrzymał imiona Archibald James Edward Stewart. Kształcił się w Rugby School i Winchester College. 9 września 1761 r. zmienił nazwisko na Douglas, gdyż w tym samym roku zmarł książę Douglas, wuj Archibalda. Ten, jako wnuk 2. markiza Douglas zgłosił pretensje do ziem po Douglasach. Pretensje zgłosił też odległy kuzyn Douglasów książę Hamilton. Sprawa ciągnęła się do 1767 r., kiedy to Izba Lordów uznała prawowitym dziedzicem Hamiltona (książę twierdził ponadto, że Archibald nie mógł być synem lady Jane, gdyż jest niemożliwe, że 51-letnia kobieta rodzi bliźniaki).
W następnych latach Archibald był członkiem Parlamentu w latach 1782–1790 z ramienia torysów. Był także Lordem Namiestnikiem Forfarshire w latach 1794–1827. 8 lipca 1790 r. otrzymał tytuł barona Douglas of Douglas Castle.
13 czerwca 1771 r. w Londynie, poślubił lady Lucy Graham (28 lipca 1751 - 13 lutego 1780), córkę Williama Grahama, 2. księcia Montrose i Lucy Manners, córki 2. księcia Rutland. Archibald i Lucy mieli razem dwóch synów i córkę:
- Archibald Douglas (25 marca 1773 - 27 stycznia 1844), 2. baron Douglas of Douglas Castle, nie ożenił się i nie miał dzieci
- Charles Douglas (26 października 1775 - 10 września 1848), 3. baron Douglas of Douglas Castle, nie ożenił się i nie miał dzieci
- Jane Margaret Douglas (21 grudnia 1779 - 10 stycznia 1859), żona Henry’ego Montagu-Scotta, 2. barona Montagu of Boughton, miała dzieci

13 maja 1783 r. w Londynie, poślubił lady Frances Scott (26 lipca 1750 - 31 marca 1817), córkę Francisa Scotta, hrabiego Dalkeith i Caroline Campbell, baronowej Greenwich, córki 2. księcia Argyll. Archibald i Frances mieli razem trzech synów i trzy córki:
- Caroline Lucy Douglas (zm. 20 kwietnia 1857), żona admirała sir George’a Scotta, nie miała dzieci
- Frances Elisabeth Douglas (zm. 14 września 1854), żona Williama Moraya Stirlinga, nie miała dzieci
- Mary Sidney Douglas, żona Roberta Douglasa, nie miała dzieci
- Sholto Scott Douglas (1785–1821)
- James Douglas (9 lipca 1787 - 6 kwietnia 1857), 4. baron Douglas of Douglas Castle, ożenił się z Wilhelminą Murray, nie miał dzieci
- George Douglas (2 sierpnia 1788–1838)